# Опатувець
Опатувець (пол. Opatówiec) — село в Польщі, у гміні Старожреби Плоцького повіту Мазовецького воєводства.
Населення — 129 осіб (2011).
У 1975-1998 роках село належало до Плоцького воєводства.

## Демографія
Демографічна структура станом на 31 березня 2011 року:
|          | Загалом | Допрацездатний вік | Працездатний вік | Постпрацездатний вік |
| -------- | ------- | ------------------ | ---------------- | -------------------- |
| Чоловіки | 70      | 18                 | 49               | 3                    |
| Жінки    | 59      | 12                 | 37               | 10                   |
| Разом    | 129     | 30                 | 86               | 13                   |